# Pueu
Pueu es una comuna asociada de la comuna francesa de Taiarapu-Este que está situada en la subdivisión de Islas de Barlovento, de la colectividad de ultramar de Polinesia Francesa.

## Composición
La comuna asociada de Pueu comprende una fracción de la isla de Tahití.

## Demografía
| Gráfica de evolución demográfica de Pueu entre 1977 y 2012 |
|                                                            |

Fuente: Insee